# The Cheetah Girls 2
The Cheetah Girls 2 es una película original de Disney Channel estrenada por Disney Channel el 25 de agosto de 2006 en Estados Unidos y el 16 de diciembre de 2006 en España. Está dirigida por Kenny Ortega, el coreógrafo y director del largometraje High School Musical. La película está protagonizada por Raven-Symoné, Adrienne Bailon, Sabrina Bryan, Kiely Williams y Belinda. 
Es la secuela de la película de 2003, The Cheetah Girls. Tiene una secuela estrenada en 2008, titulada The Cheetah Girls: One World.
Recibió una crítica favorable por parte del público, otorgándole una nota media de 3,6 estrellas (sobre 5).

## Argumento
Las mejores amigas Galleria (Raven-Symoné), Chanel (Adrienne Bailon), Dorinda (Sabrina Bryans) y Aqua (Kiley Williams), el grupo musical "The Cheetah Girls", acaban de concluir el último año de instituto. Todas tienen sus propios proyectos personales, pero deciden no dejar de lado a las Cheetah's.
Pero a la madre de Galleria, Dorothea, se le escapa el secreto de que Chanel y su madre Juana van a pasar un mes de vacaciones en Barcelona, España, lugar del que proviene la familia de Luke, el novio de Juana, al que Chanel odia. Teniendo en cuenta que el grupo no podría pasar el verano junto sin Chanel, por la noche, al pedir un deseo a una estrella fugaz y rogar a sus madres sin éxito que fueran todas a Barcelona, se les abre una revista en la página que se anuncia un concurso internacional de música que busca nuevas voces.
Gracias a su increíble voz, pasan una "audición" por teléfono, y les comunican a las Mamás Guepardo que se van a Barcelona con Chanel para participar en el concurso.
Cuando llegan, conocen a Ángel, un misterioso guitarrista (que encanta a Galleria) que les muestra Barcelona, y a Joaquín, un conde sobrino de Luke, en el que se fija Dorinda. Además, Dorothea se reencuentra con una vieja compañera de diseño, Aramette, de la que Aqua es admiradora de sus diseños y colecciones.
En el Dancing Cat, ven actuar a Marisol (Belinda), y Chanel canta un dúo con ella. Marisol y su madre Lola se hacen amigas de las chicas guepardo, pero Lola tiene segundas intenciones, y Dorothea se da cuenta de ello, aunque no sabe que pretende. Mientras, ella usa a su hija de marioneta para que se haga amiga de las Cheetah Girls, especialmente de Chanel, y la controla constantemente, quien todo esto es plan de Lola quien quiere hacer con acabar con las Cheetah Girls y evitar que estén en el concurso.
Mientras van preparando su actuación para el festival, el amor entre Dorinda y Joaquín fluye, Aqua y Dorothea crean diseños increíbles con Aramette, Chanel se convierte en íntima de Marisol y parece que Galleria sea la única que se toma la música en serio, que las chicas ya no les interesa prepararse para el concurso. Aunque pronto, Dorinda se enfada con Joaquín y Galleria se impone a Chanel y Marisol. Todo se complica, y Galleria decide marcharse con su padre a París, Francia y volver a su vivienda en Nueva York, Estados Unidos. Pero antes de tomar el tren de Barcelona a la ciudad francesa, sus amigas, en pijama, le cantan una canción que había compuesto para el concurso de música, y vuelven a ser las Cheetah. Pero Lola, alertada por la vuelta de Galleria, decide organizarlo todo a escondidas para que las Cheetah's actúen en el Dancing Cat y reciban un sueldo, convirtiéndose así en profesionales. Y el director del festival se percata de ello, excluyéndolas de participar, y no dejando otro remedio de que Chanel "represente" a las amigas cantando junto a Marisol.
Al final, las cosas entre Dorinda y Joaquín se arreglan, y destapan las malvadas maquinaciones de Lola, por lo que permiten hacerse partícipes a las Cheetah Girls en el festival, resultando ganadoras. Gracias a Ángel, quien fue el sobrino del director. Al cantar, invitan a Marisol, totalmente inocente y desconocedora de las intenciones de su madre, a Joaquín y a sus bailarines y a Ángel.

## Reparto[8]
- Galleria Garibaldi (Raven-Symoné): Dedicada, decidida y dinámica. Galleria (Raven de It's so Raven) lidera el grupo pop de las Cheetah Girls. Escribe las canciones. Organiza los ensayos. Dedica todo su tiempo al perfeccionamiento de su arte y concentra toda su energía en su carrera. Su mamá, Dorothea, es la mánager del grupo. Este verano, Galleria viaja junto a las otras Cheetah a España para competir en el Festival de las Nuevas Voces de la Música.
- Chanel Simmons (Adrienne Bailon): Es considerada la mejor cantante de las Cheetah Girls por su voz tan peculiar y armoniosa. Su madre soltera, Juana Simmons, se casa en la película con Luke, un rico español. Ella es mestiza, siendo uno de sus progenitores latino y el otro estadounidense, aunque se desconoce si es Juana o su padre el de nacionalidad estadounidense. Es una chica muy divertida, carismática, buena amiga y marchosa. Siempre le gusta divertirse con sus amigas, y es, a veces, demasiado directa, pero sabe pedir perdón.
- Dorinda Thomas (Sabrina Bryan): Es la mejor bailarina del grupo, a pesar de que tiene un estilo un poco más urbano. No sabe quiénes son sus padres biológicos, ya que la abandonaron en la calle cuando era un bebé. Con su familia de acogida, afrodescendiente y pobre, vive en un amplio trastero en un lujoso edificio. Es una chica directa, divertida, sencilla, clara e imponente. Es la coreógrafa de las Cheetah Girls y una bailarina excepcional.
- Aquanette "Aqua" Walker (Kiely Williams): Es la cantante del grupo que le aporta un aire sofisticado y elegante al grupo. Originaria de Houston, Texas, todavía no se ha acostumbrado a la vida cotidiana neoyorquina (le encanta la comida picante). Es una chica refinada, elegante, dulce, inteligente, culta, un poco estrafalaria y muy divertida. Ella es una de las componentes del grupo que mejor canta, además de ser considerada, según la película, la más inteligente.
- Marisol Durán (Belinda): Ella es una cantante solista originaria de Barcelona. Eternamente eclipsada por su madre Lola, ella canta por diversión y su sueño es convertirse en una estrella, pero su madre lo que quiere es que triunfe para conseguir fama y fortuna. Además quien la obliga a comer vegetales frecuentemente, sin que coma otras comidas. Se hace muy amiga de Chanel, desconociendo los propósitos de su madre. Es una chica amable, agradable, simpática, inocente y buena amiga. Es una de las mejores voces de Barcelona y es muy querida por su gente.
- Joaquín (Golan Yosef): Es un conde arruinado, sobrino de Luke, el padrastro de Chanel, y un gran apasionado del baile. Originario de una familia de Barcelona. Es un joven guapo, inteligente, elegante, divertido y curioso. Se siente atraído por Dorinda, y le besa a lo largo del largometraje. Es un gran bailarín.
- Dorothea Garibaldi (Lynn Whitfield): Madre de Galleria y mánager de las Cheetah Girls.
- Juana "Juanita" Simmons (Lori Alter): Madre de Chanel.
- Lola Durán (Kim Manning): Madre y mánager de Marisol. Es la antagonista de la película, quien durante la película, Lola quiere separar a las Cheetah Girls.
- Luke (Abel Folk): Marido de Juana y padrastro de Chanel.
- Ángel (Peter Vives): Guitarrista y cantante. Sobrino del director del festival de música internacional de Barcelona.

## Banda sonora
La banda sonora está compuesta por David Lawrence. El disco incluye los nueve temas que aparecen en la película, además de Cherish the Moment, Cheetah Sisters (Barcelona Mix) y 3 temas interpretados por Raven-Symoné, Do Your Own Thing, Everyone's A Star e It's Gonna Be Alright.

## Versiones
La versión ampliada de la película, exclusiva en su compra en DVD, incluye versiones oficiales, en las que, generalmente, se puede cantar y bailar con las Cheetah Girls y todo el elenco, además de otras muchas versiones. Estas son:
- Versión Sing Along (Canta con Nosotros)
- Versión Pop-Up
- Versión Around The World
- Versión Cuenta Todo
- Versión Dance Along (Baila con Nosotros)
- Versión Belinda Cheetah Tips

En algunos países se vende la versión en la que sólo aparece la película y algún contenido extra y, por un coste mayor, la película que incluye todas o algunas de las versiones, muchos contenidos extras, tomas falsas, etc. Pero en la mayoría de los casos, se vende un solo DVD de la película. EL DVD fue lanzado el 28 de noviembre de 2006,. ha vendido más de 1,036,185 copias. Debutó en el #1 en el Top TV DVD Sales y en el #10 en el Top DVD Sales de la revista Billboard.

## Recepción Crítica
El estreno de la película se convirtió en el de mayor audiencia de Disney Channel Original Movie con un total de 8,1 millones de espectadores, superando al anterior poseedor del récord Cadete Kelly, que tuvo un total de 7,8 millones de espectadores. A continuación le superó Jump In!, que la superó de cerca con 8,2 millones de espectadores. Actualmente, la DCOM de mayor audiencia es High School Musical 2, con 17,2 millones de espectadores. Una repetición durante el fin de semana reunió a 7,82 millones de espectadores, con lo que el número total de espectadores ascendió a 15,9 millones. The Cheetah Girls 2 es actualmente la sexta DCOM más vista en septiembre de 2010. Fue la DCOM más vista de 2006, siguiendo los pasos de la primera película, que fue la más vista de 2003. Los comentarios sobre la película han sido en general positivos para el público al que va dirigida.
Según Ultimate Disney, «esta película se libera de algunas de las molestias de la primera. Las Cheetah Girls han crecido y, por tanto, han superado las molestas caracterizaciones de niñas adolescentes que ahora se ven en los esnobs personajes secundarios de Hannah Montana». La crítica continuaba diciendo que «lo mejor de esta secuela es que, en pantalla, las Cheetah Girls siguen pareciendo el ejemplo de una profunda amistad entre un grupo de mujeres jóvenes. La química entre las actrices principales es fuerte, lo que las convierte en un grupo creíble de amigas que parecen divertirse mucho haciendo esta película».
About.com también fue favorable, comentando «The Cheetah Girls 2 contiene la cursilería esperada, drama y trama poco realista, pero tengo que admitir que me enganchó totalmente». Common Sense Media escribió que «los personajes han envejecido, y su talento para el drama ha pasado a un segundo plano en favor de la toma de decisiones introspectiva y la fijación de objetivos, lo que los convierte en modelos más realistas (y positivos)».
En el Reino Unido, 282.000 espectadores sintonizaron la noche de su estreno, convirtiéndose en el nº 1 de la semana en Disney Channel UK.